# 1014 Semphyra
1014 Semphyra è un asteroide della fascia principale. Scoperto nel 1924, presenta un'orbita caratterizzata da un semiasse maggiore pari a 2,8007593 UA e da un'eccentricità di 0,2019636, inclinata di 2,26624° rispetto all'eclittica.
Il suo nome fa riferimento ad un personaggio di un poema dello scrittore russo Aleksandr Sergeevič Puškin.